# Osmar Francisco
Osmar Francisco (født 10. august 1987) er en brasiliansk fodboldspiller.